# アジア系南アフリカ人
アジア系南アフリカ人（アジアけいみなみアフリカじん、英語: Asian South African）は、アフリカの民族である。

## 概要
南アフリカに在住するアジア系民族の大多数をインド系が占めている。中国系が次いで多く、南アフリカ東部の砂糖栽培や石炭鉱山のためにきた季節労働者が多数の割合を占めていた。

## インド系南アフリカ人
インドからの移住者の子孫が現在約100万人おり、世界のインド系移住者では最大である。移住者のほとんどが、砂糖園や石炭鉱山の労働者であった。クワズール・ナタール州やその周辺で生活している。マハトマ・ガンディーが20世紀初頭に南アフリカでインド系移民に対する権利回復運動を行った。

## 中国系南アフリカ人
19世紀後半のヨハネスブルグ周辺の金鉱労働者と南アフリカへ来た出稼ぎ労働者の子孫である。出稼ぎ労働者の多くは本国に帰還したが、一部が南アフリカにそのまま残り、生活圏を構築した。1980年代初頭には約10,000人程度だったが、現在は約100,000人以上に増加している。
アパルトヘイト時代は、中華人民共和国の移民は黒人・カラード・インド系とともに一般的に被差別人種だったとされるが、1980年代には中国語を話す他の華僑や華人と見分けのつかないことと曖昧な法的地位から投票権を除いて事実上名誉白人に準じた扱いとなっていた。中華民国（台湾）とは国交を結んでいたため、日本人や香港出身者とともに台湾人は正式に名誉白人だった。2008年6月18日に南アフリカの高等裁判所において中国系住民はインド系と同様に経済権限付与計画で黒人認定を受けることとなった。